# Dierkow-Neu
Dierkow-Neu – dzielnica miasta Rostock w Niemczech, w kraju związkowym Meklemburgia-Pomorze Przednie.